# Stenaulophrys bimaculata
Stenaulophrys bimaculata är en insektsart som först beskrevs av Matsumura 1907.  Stenaulophrys bimaculata ingår i släktet Stenaulophrys och familjen spottstritar. Inga underarter finns listade i Catalogue of Life.